# Бајкалска орогенеза
Бајкалска орогенеза је најстарија од четири велике орогенезе, у геолошкој историји Земљине коре, у оквиру којих се вршило стварање планинских венаца и система. Почела је крајем прекамбријума и почетком палеозоика, дакле пре око милијарду година. Ова орогенеза захватила је скоро целу Земљу и довела је до стварања првих копнених маса, тј. геоантиклинала и геосинклинала. Њеним покретима, почетком палеозоика, настале су прве, најстарије платформе на северној и јужној хемисфери. Платформе настале на северној хемисфери су: Северно-америчка (Канадска), Руска, Сибирска, Кинеско-корејска, а на јужној: Јужноамеричка, Афричка, Аустралијска. Ове платформе припадале су тадашњем јединственом копну – Пангеа. Упоредо са стварањем копна настале су и нове области седиментације, тј. геосинклинале: Тихоокеанска, Тетис или Средоземна геосинклинала, Урало-монголска и Атлантска или Каледонска.